# Wahlkreis Frankfurt am Main III
Der Wahlkreis Frankfurt am Main III (Wahlkreis 36) ist einer von sechs Landtagswahlkreisen im Stadtgebiet der kreisfreien Stadt Frankfurt am Main in Hessen. Er umfasst die zentral gelegenen Ortsteile Altstadt, Bahnhofsviertel, Dornbusch, Eschersheim, Gallus, Ginnheim, Innenstadt und Westend.
Wahlberechtigt waren bei der letzten Landtagswahl 67.342 der rund 113.000 Einwohner des Wahlkreises.
Der Wahlkreis wurde durch ein Gesetz gegenüber der Landtagswahl 2013 angepasst.

## Wahl 2023
| Landtagswahl in Hessen 2023 – WK Frankfurt am Main IIIZweitstimmen %403020100 30,7 %23,3 %14,3 %9,1 %8,6 %6,0 %2,6 %1,7 %1,0 %2,8 % CDUGrüneSPDAfDFDPLinkeVoltFWPARTEISonst. |

| Gegenstand der Nachweisung | Gegenstand der Nachweisung | Erst- stimmen | Erst- stimmen | Zweit- stimmen | Zweit- stimmen |
| Bewerber                   | Partei                     | Anzahl        | %             | Anzahl         | %              |
| -------------------------- | -------------------------- | ------------- | ------------- | -------------- | -------------- |
| Wahlberechtigte            | Wahlberechtigte            | 83.380        | 83.380        | 83.380         | 83.380         |
| Wähler                     | Wähler                     | 50.022        | 50.022        | 50.022         | 60,0           |
| Ungültige Stimmen          | Ungültige Stimmen          | 567           | 1,1           | 403            | 0,8            |
| Gültige Stimmen            | Gültige Stimmen            | 49.455        | 98,9          | 49.619         | 99,2           |
| davon                      |                            |               |               |                |                |
| Ralf-Norbert Bartelt       | CDU                        | 15.444        | 31,2          | 15.252         | 30,7           |
| Julia Eberz                | GRÜNE                      | 11.098        | 22,4          | 11.573         | 23,3           |
| Turgut Yüksel              | SPD                        | 8.589         | 17,4          | 7.075          | 14,3           |
| Patrick Schenk             | AfD                        | 4.365         | 8,8           | 4.538          | 9,1            |
| Isabel Schnitzler          | FDP                        | 4.140         | 8,4           | 4.252          | 8,6            |
| Eyup Yilmaz                | Die Linke                  | 2.624         | 5,3           | 2.971          | 6,0            |
| Barbara Lange              | Freie Wähler               | 1.076         | 2,2           | 833            | 1,7            |
|                            | Tierschutzpartei           |               |               | 430            | 0,9            |
| Falko Görres               | Die PARTEI                 | 799           | 1,6           | 480            | 1,0            |
|                            | Piraten                    |               |               | 154            | 0,3            |
|                            | ÖDP                        | 78            | 0,2           |                |                |
|                            | P. f. schulm. Verjf.       | 14            | 0,0           |                |                |
|                            | V-Partei³                  | 158           | 0,3           |                |                |
|                            | PdH                        | 78            | 0,2           |                |                |
|                            | ABG                        | 21            | 0,1           |                |                |
|                            | APPD                       | 23            | 0,0           |                |                |
|                            | Basis                      | 197           | 0,4           |                |                |
| Detlef Schabicki           | DKP                        | 63            | 0,1           | 49             | 0,1            |
|                            | DIE NEUE MITTE             |               |               | 18             | 0,1            |
| Sean O’Sullivan            | Volt                       | 1.260         | 2,5           | 1.280          | 2,6            |
|                            | Klimaliste                 |               |               | 135            | 0,3            |

## Wahl 2018
| Gegenstand der Nachweisung | Gegenstand der Nachweisung | Wahlkreis- stimmen | Wahlkreis- stimmen | Landes- stimmen | Landes- stimmen |
| Kreiswahlbewerber          | Partei                     | Anzahl             | %                  | Anzahl          | %               |
| -------------------------- | -------------------------- | ------------------ | ------------------ | --------------- | --------------- |
| Wahlberechtigte            | Wahlberechtigte            | 76.270             | 100,0              | 76.270          | 100,0           |
| Wähler                     | Wähler                     | 49.826             | 65,3               | 49.826          | 65,3            |
| Ungültige Stimmen          | Ungültige Stimmen          | 728                | 1,5                | 595             | 1,2             |
| Gültige Stimmen            | Gültige Stimmen            | 49.098             | 100,0              | 49.231          | 100,0           |
| davon                      |                            |                    |                    |                 |                 |
| Ralf-Norbert Bartelt       | CDU                        | 13.277             | 27,3               | 11.949          | 24,3            |
| Turgut Yüksel              | SPD                        | 10.292             | 21,1               | 8.163           | 16,6            |
| Sebastian Popp             | GRÜNE                      | 11.588             | 23,8               | 12.920          | 26,2            |
| Eyup Yilmaz                | LINKE                      | 3.892              | 8,0                | 4.823           | 9,8             |
| Stephanie Wüst             | FDP                        | 4.266              | 8,8                | 5.240           | 10,6            |
| Patrick Schenk             | AfD                        | 3.703              | 7,6                | 3.907           | 7,9             |
| –                          | PIRATEN                    | –                  | –                  | 190             | 0,4             |
| Manfred Winter             | FREIE WÄHLER               | 932                | 1,9                | 687             | 1,4             |
| –                          | NPD                        | –                  | –                  | 39              | 0,1             |
| Falko Görres               | Die Partei                 | 650                | 1,3                | 437             | 0,9             |
| –                          | ödp                        | –                  | –                  | 103             | 0,2             |
| –                          | Die Grauen                 | –                  | –                  | 75              | 0,2             |
| –                          | BüSo                       | –                  | –                  | 9               | 0,0             |
| –                          | AD-Demokraten              | –                  | –                  | 27              | 0,1             |
| –                          | Bündnis C                  | –                  | –                  | 37              | 0,1             |
| –                          | BGE                        | –                  | –                  | 57              | 0,1             |
| –                          | Die Violetten              | –                  | –                  | 25              | 0,1             |
| –                          | LKR                        | –                  | –                  | 26              | 0,1             |
| Caffer Azbak               | Menschliche Welt           | 72                 | 0,1                | 36              | 0,1             |
| –                          | Die Humanisten             | –                  | –                  | 63              | 0,1             |
| –                          | Gesundheitsforschung       | –                  | –                  | 34              | 0,1             |
| –                          | Tierschutzpartei           | –                  | –                  | 294             | 0,6             |
| –                          | V-Partei³                  | –                  | –                  | 90              | 0,2             |

Neben dem direkt gewählten Wahlkreisabgeordneten Ralf-Norbert Bartelt (CDU) ist der SPD-Kandidat Turgut Yüksel über die Landesliste seiner Partei in den Landtag eingezogen.

## Wahl 2013
| Gegenstand der Nachweisung | Gegenstand der Nachweisung | Wahlkreis- stimmen | Wahlkreis- stimmen | Landes- stimmen | Landes- stimmen |
| Kreiswahlbewerber/in       | Partei                     | Anzahl             | %                  | Anzahl          | %               |
| -------------------------- | -------------------------- | ------------------ | ------------------ | --------------- | --------------- |
| Wahlberechtigte            | Wahlberechtigte            | 71.615             | 100,0              | 71.615          | 100,0           |
| Wähler                     | Wähler                     | 51.218             | 71,5               | 51.218          | 71,5            |
| Ungültige Stimmen          | Ungültige Stimmen          | 1.226              | 2,4                | 897             | 1,8             |
| Gültige Stimmen            | Gültige Stimmen            | 49.992             | 100,0              | 50.321          | 100,0           |
| davon                      |                            |                    |                    |                 |                 |
| Ralf-Norbert Bartelt       | CDU                        | 20.204             | 40,4               | 16.940          | 33,7            |
| Turgut Yüksel              | SPD                        | 16.115             | 32,2               | 13.012          | 25,9            |
| Nicola Beer                | FDP                        | 2.581              | 5,2                | 4.307           | 8,6             |
| Jessica Purkhardt          | GRÜNE                      | 6.149              | 12,3               | 8.049           | 16,0            |
| Eyup Yilmaz                | LINKE                      | 3.140              | 6,3                | 3.761           | 7,5             |
| –                          | FREIE WÄHLER               | x                  | x                  | 297             | 0,6             |
| –                          | NPD                        | x                  | x                  | 247             | 0,5             |
| Peter Meißner              | REP                        | 459                | 0,9                | 149             | 0,3             |
| Boris Reitschneider        | PIRATEN                    | 1.344              | 2,7                | 1.082           | 2,2             |
| –                          | BüSo                       | x                  | x                  | 38              | 0,1             |
| –                          | ADd                        | x                  | x                  | 46              | 0,1             |
| –                          | Die Grauen                 | x                  | x                  | 36              | 0,1             |
| –                          | AfD                        | x                  | x                  | 1.843           | 3,7             |
| –                          | AVIP                       | x                  | x                  | 22              | 0,0             |
| –                          | LUPe                       | x                  | x                  | 23              | 0,0             |
| –                          | ÖDP                        | x                  | x                  | 55              | 0,1             |
| –                          | Die PARTEI                 | x                  | x                  | 389             | 0,8             |
| –                          | PSG                        | x                  | x                  | 25              | 0,0             |

Neben Ralf-Norbert Bartelt als Gewinner des Direktmandats sind aus dem Wahlkreis noch Turgut Yüksel und Nicola Beer über die jeweilige Landesliste in den Landtag eingezogen. Mit 2,4 % gehört der Wahlkreis zu denen mit dem niedrigsten Anteil ungültiger Stimmen.

## Wahl 2009
Wahlkreisergebnis der Landtagswahl in Hessen 2009:
| Gegenstand der Nachweisung | Gegenstand der Nachweisung | Wahlkreis- stimmen | Wahlkreis- stimmen | Landes- stimmen | Landes- stimmen |
| Bewerber                   | Partei                     | Anzahl             | %                  | Anzahl          | %               |
| -------------------------- | -------------------------- | ------------------ | ------------------ | --------------- | --------------- |
| Wahlberechtigte            | Wahlberechtigte            | 67.342             | 100,0              | 67.342          | 100,0           |
| Wähler                     | Wähler                     | 40.603             | 60,3               | 40.603          | 60,3            |
| Ungültige Stimmen          | Ungültige Stimmen          | 907                | 2,2                | 761             | 1,9             |
| Gültige Stimmen            | Gültige Stimmen            | 39.696             | 100,0              | 39.842          | 100,0           |
| davon                      |                            |                    |                    |                 |                 |
| Ralf-Norbert Bartelt       | CDU                        | 15.104             | 38,0               | 12.894          | 32,4            |
| Turgut Yüksel              | SPD                        | 10.726             | 27,0               | 7.359           | 18,5            |
| Nicola Beer                | FDP                        | 5.801              | 14,6               | 7.819           | 19,6            |
| Evanthia Triantafillidou   | GRÜNE                      | 5.064              | 12,8               | 7.563           | 19,0            |
| Achim Ritter               | LINKE                      | 2.372              | 06,0               | 3.165           | 07,9            |
| Matthias Ottmar            | REP                        | 182                | 00,5               | 131             | 00,3            |
| –                          | FW                         | –                  | –                  | 385             | 01,0            |
| Annette Regner             | NPD                        | 226                | 00,6               | 206             | 00,5            |
| –                          | PIRATEN                    | –                  | –                  | 239             | 00,6            |
| Rainer Apel                | BüSo                       | 221                | 00,6               | 81              | 00,2            |

## Wahl 2008
| Gegenstand der Nachweisung | Gegenstand der Nachweisung | Wahlkreis- stimmen | Wahlkreis- stimmen | Landes- stimmen | Landes- stimmen |
| Bewerber                   | Partei                     | Anzahl             | %                  | Anzahl          | %               |
| -------------------------- | -------------------------- | ------------------ | ------------------ | --------------- | --------------- |
| Wahlberechtigte            | Wahlberechtigte            | 66.647             | 100,0              | 66.647          | 100,0           |
| Wähler                     | Wähler                     | 42.075             | 63,1               | 42.075          | 63,1            |
| Ungültige Stimmen          | Ungültige Stimmen          | 876                | 2,1                | 689             | 1,6             |
| Gültige Stimmen            | Gültige Stimmen            | 41.199             | 100,0              | 41.386          | 100,0           |
| davon                      |                            |                    |                    |                 |                 |
| Ralf-Norbert Bartelt       | CDU                        | 15.154             | 36,8               | 13.747          | 33,2            |
| Turgut Yüksel              | SPD                        | 13.666             | 33,2               | 13.089          | 31,6            |
| Nargess Eskandari-Grünberg | GRÜNE                      | 4.572              | 11,1               | 4.792           | 11,6            |
| Nicola Beer                | FDP                        | 4.264              | 10,3               | 5.565           | 13,4            |
| Torsten Kaiser             | REP                        | 305                | 00,7               | 247             | 00,6            |
| Uta Wagner                 | Tierschutzpartei           | 484                | 01,2               | 243             | 00,6            |
| –                          | BüSo                       | –                  | –                  | 37              | 0,1             |
| –                          | PSG                        | –                  | –                  | 15              | 0,0             |
| –                          | Volksabstimmung            | –                  | –                  | 39              | 00,1            |
| –                          | GRAUE                      | –                  | –                  | 69              | 00,2            |
| Volkhard Mosler            | LINKE                      | 2.158              | 05,2               | 2.865           | 06,9            |
| –                          | Die Violetten              | –                  | –                  | 45              | 00,1            |
| –                          | FAMILIE                    | –                  | –                  | 64              | 00,2            |
| Hans-Günter Müller         | FW                         | 318                | 00,8               | 194             | 00,5            |
| Marion Lang                | NPD                        | 231                | 00,6               | 229             | 00,6            |
| –                          | PIRATEN                    | –                  | –                  | 133             | 00,3            |
| –                          | UB                         | –                  | –                  | 13              | 00,0            |
| Kadim Sanli                | Unabhängig                 | 47                 | 00,1               | –               | –               |

## Wahl 2003
| Gegenstand der Nachweisung | Gegenstand der Nachweisung | Wahlkreis- stimmen | Wahlkreis- stimmen | Landes- stimmen | Landes- stimmen |
| Bewerber                   | Partei                     | Anzahl             | %                  | Anzahl          | %               |
| -------------------------- | -------------------------- | ------------------ | ------------------ | --------------- | --------------- |
| Wahlberechtigte            | Wahlberechtigte            | 64.496             | 100,0              | 64.496          | 100,0           |
| Wähler                     | Wähler                     | 39.431             | 61,1               | 39.431          | 61,1            |
| Ungültige Stimmen          | Ungültige Stimmen          | 873                | 2,2                | 606             | 1,5             |
| Gültige Stimmen            | Gültige Stimmen            | 38.558             | 100,0              | 38.825          | 100,0           |
| davon                      |                            |                    |                    |                 |                 |
| Boris Rhein                | CDU                        | 17.808             | 46,2               | 16.081          | 41,4            |
| Hartmut Holzapfel          | SPD                        | 11.625             | 30,2               | 9.996           | 25,7            |
| ?                          | GRÜNE                      | 5.865              | 15,2               | 7.009           | 18,1            |
| Nicola Beer                | FDP                        | 2.549              | 6,6                | 4.241           | 10,9            |
| –                          | REP                        | –                  | –                  | 292             | 0,8             |
| –                          | Tierschutzpartei           | –                  | –                  | 268             | 0,7             |
| –                          | DIE FRAUEN                 | –                  | –                  | 113             | 0,3             |
| –                          | PBC                        | –                  | –                  | 45              | 0,1             |
| –                          | DKP                        | –                  | –                  | 131             | 0,3             |
| –                          | ödp                        | –                  | –                  | 41              | 0,1             |
| ?                          | BüSo                       | 172                | 0,4                | 58              | 0,1             |
| –                          | FAG Hessen                 | –                  | –                  | 283             | 0,7             |
| –                          | PSG                        | –                  | –                  | 38              | 0,1             |
| ?                          | Schill                     | 380                | 1,0                | 229             | 0,6             |
| Wolf-Reiner Ruppert        | W. Ruppert – direkt –      | 156                | 0,4                | –               | –               |

## Wahl 1999
| Gegenstand der Nachweisung | Gegenstand der Nachweisung | Wahlkreis- stimmen | Wahlkreis- stimmen | Landes- stimmen | Landes- stimmen |
| Bewerber                   | Partei                     | Anzahl             | %                  | Anzahl          | %               |
| -------------------------- | -------------------------- | ------------------ | ------------------ | --------------- | --------------- |
| Wahlberechtigte            | Wahlberechtigte            | 64.419             | 100,0              | 64.419          | 100,0           |
| Wähler                     | Wähler                     | 41.102             | 63,8               | 41.102          | 63,8            |
| Ungültige Stimmen          | Ungültige Stimmen          | 709                | 1,7                | 588             | 1,4             |
| Gültige Stimmen            | Gültige Stimmen            | 40.393             | 100,0              | 40.514          | 100,0           |
| davon                      |                            |                    |                    |                 |                 |
| Boris Rhein                | CDU                        | 17.932             | 44,4               | 16.617          | 41,0            |
| Hartmut Holzapfel          | SPD                        | 14.303             | 35,4               | 13.084          | 32,3            |
| ?                          | GRÜNE                      | 4.776              | 11,8               | 5.773           | 14,2            |
| Nicola Beer                | F.D.P.                     | 2.292              | 5,7                | 3.330           | 8,2             |
| ?                          | REP                        | 860                | 2,1                | 799             | 2,0             |
| –                          | Die Tierschutzpartei       | –                  | –                  | 213             | 0,5             |
| –                          | DIE FRAUEN                 | –                  | –                  | 158             | 0,4             |
| –                          | PASS                       | –                  | –                  | 39              | 0,1             |
| –                          | DKP                        | –                  | –                  | 113             | 0,3             |
| ?                          | BüSo                       | 72                 | 0,2                | 34              | 0,1             |
| –                          | FWG                        | –                  | –                  | 24              | 0,1             |
| –                          | PBC                        | –                  | –                  | 34              | 0,1             |
| –                          | DHP                        | –                  | –                  | 10              | 0,0             |
| –                          | NATURGESETZ                | –                  | –                  | 40              | 0,1             |
| –                          | ödp                        | –                  | –                  | 33              | 0,1             |
| –                          | NPD                        | –                  | –                  | 59              | 0,1             |
| ?                          | BFB-Die Offensive          | 158                | 0,4                | 154             | 0,4             |

## Wahl 1995
| Gegenstand der Nachweisung | Gegenstand der Nachweisung | Wahlkreis- stimmen | Wahlkreis- stimmen | Landes- stimmen | Landes- stimmen |
| Bewerber                   | Partei                     | Anzahl             | %                  | Anzahl          | %               |
| -------------------------- | -------------------------- | ------------------ | ------------------ | --------------- | --------------- |
| Wahlberechtigte            | Wahlberechtigte            | 65.417             | 100,0              | 65.417          | 100,0           |
| Wähler                     | Wähler                     | 41.964             | 64,1               | 41.964          | 64,1            |
| Ungültige Stimmen          | Ungültige Stimmen          | 871                | 2,1                | 735             | 1,8             |
| Gültige Stimmen            | Gültige Stimmen            | 41.093             | 100,0              | 41.093          | 100,0           |
| davon                      |                            |                    |                    |                 |                 |
| Hartmut Holzapfel          | SPD                        | 13.261             | 32,3               | 11.725          | 28,4            |
| Hans Burggraf              | CDU                        | 18.003             | 43,8               | 15.979          | 38,8            |
| ?                          | GRÜNE                      | 6.231              | 15,2               | 7.339           | 17,8            |
| ?                          | F.D.P.                     | 2.181              | 5,3                | 4.149           | 10,1            |
| –                          | ÖDP                        | –                  | –                  | 58              | 0,1             |
| –                          | GRAUE                      | –                  | –                  | 256             | 0,6             |
| ?                          | REP                        | 919                | 2,2                | 875             | 2,1             |
| ?                          | Solidarität                | 78                 | 0,2                | 12              | 0,0             |
| –                          | APD                        | –                  | –                  | 76              | 0,2             |
| –                          | DKP                        | –                  | –                  | 80              | 0,2             |
| ?                          | NPD                        | 142                | 0,3                | 123             | 0,3             |
| –                          | DHP                        | –                  | –                  | 14              | 0,0             |
| –                          | f.NEP                      | –                  | –                  | 45              | 0,1             |
| ?                          | NATURGESETZ                | 242                | 0,6                | 118             | 0,3             |
| –                          | BFB                        | –                  | –                  | 247             | 0,4             |
| –                          | PBC                        | –                  | –                  | 60              | 0,1             |
| –                          | STATT Partei               | –                  | –                  | 73              | 0,2             |
| Karl-Maria Schulte         | Einzelkandidat             | 36                 | 0,1                | –               | –               |

## Wahl 1991
| Gegenstand der Nachweisung | Gegenstand der Nachweisung | Wahlkreis- stimmen | Wahlkreis- stimmen | Landes- stimmen | Landes- stimmen |
| Bewerber                   | Partei                     | Anzahl             | %                  | Anzahl          | %               |
| -------------------------- | -------------------------- | ------------------ | ------------------ | --------------- | --------------- |
| Wahlberechtigte            | Wahlberechtigte            | 70.529             | 100,0              | 70.529          | 100,0           |
| Wähler                     | Wähler                     | 47.022             | 66,7               | 47.022          | 66,7            |
| Ungültige Stimmen          | Ungültige Stimmen          | 969                | 2,1                | 631             | 1,3             |
| Gültige Stimmen            | Gültige Stimmen            | 46.053             | 100,0              | 46.391          | 100,0           |
| davon                      |                            |                    |                    |                 |                 |
| Hans Burggraf              | CDU                        | 21.213             | 46,1               | 20.116          | 43,4            |
| Hartmut Holzapfel          | SPD                        | 16.625             | 36,1               | 14.573          | 31,4            |
| ?                          | GRÜNE                      | 5.151              | 11,2               | 6.498           | 14,0            |
| ?                          | F.D.P.                     | 3.064              | 6,7                | 3.643           | 7,9             |
| –                          | REP                        | –                  | –                  | 948             | 2,0             |
| –                          | DIE GRAUEN                 | –                  | –                  | 426             | 0.9             |
| –                          | ÖDP                        | –                  | –                  | 117             | 0,3             |
| –                          | PBC                        | –                  | –                  | 70              | 0,2             |

## Wahl 1987
|                   | Partei            | Anzahl | %     |
| ----------------- | ----------------- | ------ | ----- |
| Wahlberechtigte   | Wahlberechtigte   | 71.820 | 100,0 |
| Wähler            | Wähler            | 54.351 | 75,7  |
| Ungültige Stimmen | Ungültige Stimmen | 461    | 0,8   |
| Gültige Stimmen   | Gültige Stimmen   | 53.890 | 100,0 |
| davon             |                   |        |       |
| Hartmut Holzapfel | SPD               | 17.215 | 31,9  |
| Gerhard Wenderoth | CDU               | 24.322 | 45,1  |
| Hans-Joachim Otto | F.D.P.            | 4.114  | 7,6   |
| ?                 | GRÜNE             | 7.894  | 14,6  |
| ?                 | DKP               | 196    | 0,4   |
| ?                 | Frauenpartei      | 149    | 0,3   |

## Wahl 1983
|                     | Partei            | Anzahl | %     |
| ------------------- | ----------------- | ------ | ----- |
| Wahlberechtigte     | Wahlberechtigte   | 72.335 | 100,0 |
| Wähler              | Wähler            | 56.545 | 78,2  |
| Ungültige Stimmen   | Ungültige Stimmen | 435    | 0,8   |
| Gültige Stimmen     | Gültige Stimmen   | 56.110 | 100,0 |
| davon               |                   |        |       |
| Gerhard Wenderoth   | CDU               | 23.287 | 41,5  |
| Hartmut Holzapfel   | SPD               | 21.889 | 39,0  |
| Jochen Vielhauer    | GRÜNE             | 5.309  | 9,5   |
| Hans-Joachim Otto   | F.D.P.            | 4.955  | 8,8   |
| Winfried Huthmacher | DKP               | 208    | 0,4   |
| Dagmar Krüger       | LD                | 325    | 0,6   |
| Johann Frankerl     | DS                | 104    | 0,2   |
| Volker Haßmann      | EAP               | 33     | 0,1   |

## Bisherige Abgeordnete
Direkt gewählte Abgeordnete des Wahlkreises Frankfurt am Main III waren:
| Jahr | Direktkandidat       | Partei | Erststimmen in % |
| ---- | -------------------- | ------ | ---------------- |
| 2023 | Ralf-Norbert Bartelt | CDU    | 31,2             |
| 2018 | Ralf-Norbert Bartelt | CDU    | 27,3             |
| 2013 | Ralf-Norbert Bartelt | CDU    | 40,4             |
| 2009 | Ralf-Norbert Bartelt | CDU    | 38,0             |
| 2008 | Ralf-Norbert Bartelt | CDU    | 36,8             |
| 2003 | Boris Rhein          | CDU    | 46,2             |
| 1999 | Boris Rhein          | CDU    | 44,4             |
| 1995 | Hans Burggraf        | CDU    | 43,8             |
| 1991 | Hans Burggraf        | CDU    | 46,1             |
| 1987 | Gerhard Wenderoth    | CDU    | 45,1             |
| 1983 | Gerhard Wenderoth    | CDU    | 41,5             |
| 1982 | Helmut Lenz          | CDU    | 47,6             |